# パット・オハラウッド
パット・オハラウッド（Pat O'Hara Wood, 1891年4月30日 - 1961年12月3日）は、オーストラリア・メルボルン出身の男子テニス選手。フルネームは Hector Patrick O'Hara Wood （ヘクター・パトリック・オハラウッド）という。1920年代のオーストラリア・テニス界をリードした選手の1人で、全豪選手権で男子シングルス2勝・男子ダブルス4勝を挙げ、ウィンブルドン選手権でも1919年の男子ダブルスと1922年の混合ダブルスで優勝した。兄のアーサー・オハラウッド（1890年 - 1918年）も1914年の全豪選手権男子シングルス優勝者であり、パットとアーサーは2人揃って全豪選手権の男子シングルスを制した唯一の「兄弟テニス選手」として知られる。妻のメリル・オハラウッドも著名な女子テニス選手だった。

## 来歴
パットとアーサーのオハラウッド兄弟は、オーストラリアのメルボルンで法律家の家庭に生まれた。母方の祖父は著名な判事のサー・エドワード・ダンダス・ホルロイド（1828年 - 1916年）である。 法廷弁護士であった父親のジョン・ジェームズ・オハラウッドが、（オーストラリアにテニスが伝えられた）ごく早い時期からテニスに熱中し、パットとアーサーが10歳ぐらいの頃にこのスポーツを紹介したという。弟のパットは、少年時代からテニスのみならずクリケット・フットボール・ボクシングなど多種目のスポーツに優れ、メルボルン大学で法学を履修した。1914年に第一次世界大戦が始まり、パットとアーサーのオハラウッド兄弟は2人ともオーストラリア軍に入隊する。パットはオーストラリア軍の軽騎兵としてガリポリの戦いに赴き、やがてウィリアム・バードウッド将軍の副官に昇進した。世界大戦終結の1ヶ月前、1918年10月に兄のアーサーがフランスのサン＝カンタンで戦死してしまう。パットは世界大戦から帰還した後、直ちに1919年からテニス界で顕著な活動を開始した。
第一次世界大戦の終結後、テニス4大大会は1919年から開催が再開された。終戦直後の4大大会で、パット・オハラウッドはロナルド・トーマス（1888年 - 1935年）とペアを組み、1919年のウィンブルドン選手権と全豪選手権の男子ダブルスで優勝した。注意を要する点として、「1919年全豪選手権」の実際の開催年月は1920年1月後半であり、すぐ2ヶ月後の1920年3月に「1920年全豪選手権」が実施された。この大会で、オハラウッドはシングルス・ダブルスの単複優勝を達成する。シングルス決勝では、ダブルス・パートナーのR・トーマスを 6-3, 4-6, 6-8, 6-1, 6-3 のフルセットで破り、ダブルスはトーマスとのペアで2連覇を達成した。（開催時期の情報については、下記参考文献のうちブルース・マシューズ著の『ゲーム・セット・栄冠-オーストラリア・テニス選手権の歴史』9ページを参照した。）
3年後の1923年、オハラウッドは2度目の全豪単複制覇を達成した。この時はシングルス決勝戦の対戦相手と、ダブルス・パートナーがともにバート・セント・ジョン（1879年 - 1932年）であった。1925年に全豪男子ダブルスで4度目の優勝をした時は、彼のパートナーはジェラルド・パターソンであった。彼は男子テニス国別対抗戦・デビスカップにおいても、1922年と1924年の2度オーストラリア代表選手として出場し、通算「17勝6敗」（シングルス9勝5敗・ダブルス8勝1敗）の成績を残した。現役選手時代の1926年、オハラウッドは The World's Tennis Stars and How to Play the Game （世界のテニススターたちと、ゲームの方法）という題名の著書を出版した。
オハラウッドはオーストラリアを代表するテニス選手として、ウィンブルドン選手権と全米選手権に2度ずつ遠征した。ウィンブルドン選手権では、1919年にロナルド・トーマスと組んで男子ダブルス優勝、1922年にスザンヌ・ランラン（フランス）と組んで混合ダブルス優勝を記録したが、シングルスは2度ともベスト8で止まった。全米選手権は1922年と1924年の2度、ジェラルド・パターソンと組んで男子ダブルス準優勝者になっている。全豪男子ダブルス4勝やデビスカップのダブルス通算成績（8勝1敗）、ならびにウィンブルドン選手権や全米選手権の成績が示すように、彼はダブルス分野における当代一流の名手として知られた。
パトリックと妻のメリルは、1923年8月3日に結婚した。メリルは結婚当時、最初の夫と死別したやもめだったという。メリルは全豪選手権の女子ダブルスで1926年・1927年の2度優勝した。夫がプロ転向した後の1932年全豪選手権混合ダブルスで、メリルは日本の佐藤次郎と組んだ準優勝がある。現役選手時代は、パットとメリルが夫婦ペアで混合ダブルスを組んだ記録は残っていない。
オハラウッドは1930年にプロテニス選手となり、その後は「オーストラリア・ローンテニス協会」などで公認コーチの仕事に携わった。選手としての第一線から退いた後も、パットとメリルのオハラウッド夫妻はオーストラリア各地でテニスクラブの運営に尽力した。「オーストラリア人名事典」によれば「オハラウッドは妻に先立たれ、子供を持たずに死んだ」と記されているが、メリルがいつ死去したかを示すはっきりした資料は残っていない。全盛期から40年近くたった後、ヘクター・パトリック・オハラウッドは1961年12月3日に故郷のメルボルン市内で70年の生涯を終えた。

## 主な成績
- 全豪選手権 男子シングルス：2勝（1920年・1923年）/男子ダブルス：4勝（1919年・1920年・1923年・1925年）
- ウィンブルドン選手権 男子ダブルス：1勝（1919年）/混合ダブルス：1勝（1922年） ［男子ダブルス準優勝1度：1922年］

（全米選手権男子ダブルス準優勝2度：1922年・1924年） ［パートナー：ジェラルド・パターソン］